# Gustav Siegfried Eins

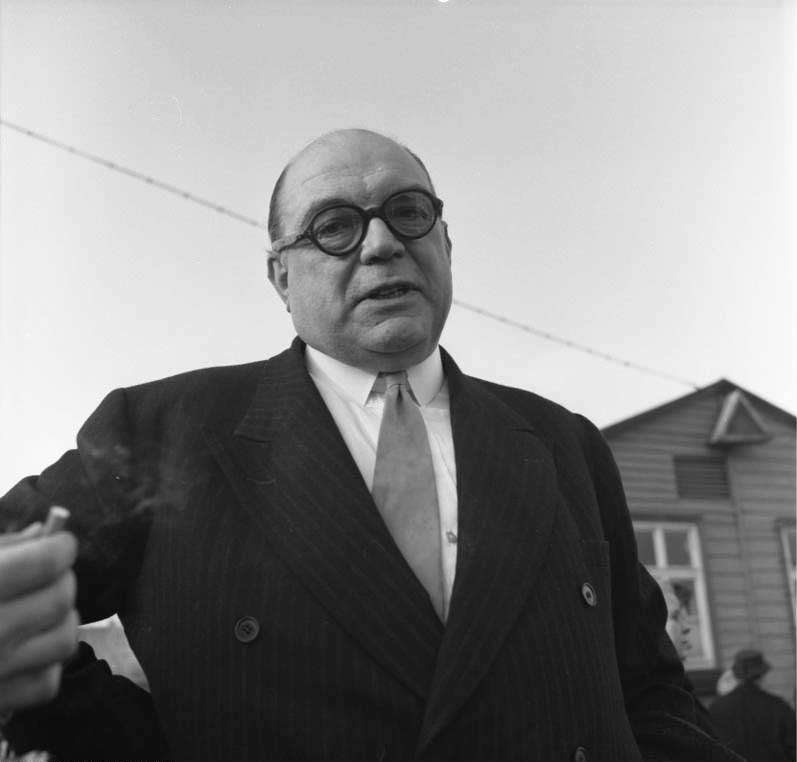
Sefton Delmer (1958)

Gustav Siegfried Eins ou Gustav Siegfried 1 est le nom de code d'un émetteur de radio britannique pendant la Seconde Guerre mondiale.
Avec le Soldatensender Calais, c'est une des stations de radio les plus connues destinées à la propagande noire. La radio se présente comme une « opposition patriotique », un groupe de résistants allemands au nazisme. 693 émissions en langue allemande sont diffusées de mai 1941 à novembre 1943 en ondes courtes.
La radio est dirigée par Sefton Delmer, correspondant du Daily Express, britannique né en Allemagne. De 1941 à 1945, il est chargé par le Foreign Office de superviser la propagande de guerre britannique contre les forces de l'Axe.